# Macrocephenchelys
Macrocephenchelys is een geslacht van straalvinnige vissen uit de familie van zeepalingen (Congridae).

## Soorten
- Macrocephenchelys brachialis Fowler, 1934
- Macrocephenchelys brevirostris (Chen & Weng, 1967)
- Macrocephenchelys nigriventris Lin, Shao & Smith, 2018
- Macrocephenchelys soela Castle, 1990
- Macrocephenchelys sumodi Kodeeswaran, Smith, Kumar & Sarkar, 2023